# ميوستاتين
الميوستاتين (المعروف أيضًا باسم عامل تمايز النمو 8، الاختصار: GDF8) هو بروتين يرمز في البشر بواسطة جين MSTN. الميوستاتين هو ميوكين ينتج ويطلق بواسطة الخلايا العضلية ويعمل على خلايا العضلات لتثبيط نمو العضلات. الميوستاتين هو عامل تمايز النمو المفرز وهو عضو في عائلة بروتين TGF بيتا.
يجمع الميوستاتين وينتج في العضلات الهيكلية قبل إطلاقه في مجرى الدم. تأتي معظم البيانات المتعلقة بتأثيرات الميوستاتين من الدراسات التي أجريت على الفئران.
تمتلك الحيوانات التي تفتقر إلى الميوستاتين أو تعالج بمواد تمنع نشاط الميوستاتين كتلة عضلية أكبر بشكل ملحوظ. علاوة على ذلك، فإن الأفراد الذين لديهم طفرات في كلتا نسختين من جين الميوستاتين يكون لديهم كتلة عضلية أكبر بكثير وأقوى من الطبيعي. هناك أمل في أن الدراسات التي أجريت على الميوستاتين قد يكون لها تطبيقات علاجية في علاج أمراض الهزال العضلي مثل الحثل العضلي.

## الاكتشاف والتسلسل
اكتشف الجين المشفر للميوستاتين في عام 1997 من قبل علماء الوراثة سي-جين-لي وأليكساندر مكفيرون الذين أنتجوا سلالة من الفئران التي تفتقر إلى الجين، ولديها ما يقرب من ضعف عضلات الفئران العادية. سميت هذه الفئران فيما بعد بالفئران العظيمة.
جرى التعرف على أوجه القصور التي تحدث بشكل طبيعي في الميوستاتين بأنواع مختلفة في بعض السلالات، على سبيل المثال: الأغنام، والكلاب، والبشر. في كل حالة تكون النتيجة زيادة كبيرة في كتلة العضلات.

## الهيكلية وآلية العمل
يتكون الميوستاتين البشري من وحدتين فرعيتين متطابقتين، تتكون كل منهما من 109 (تدعي قاعدة بيانات NCBI أن الميوستاتين البشري هو 375 بقايا طويلة) من مخلفات الأحماض الأمينية [لاحظ أن الجين كامل الطول يشفر بروتين 375AA الذي يعالج بروتينيًا إلى شكله النشط الأقصر]. إجمالي وزنها الجزيئي 25.0 كيلو دالتون. يكون البروتين غير نشط حتى يشق البروتياز طرف NH2، أو جزء المؤيد للمجال من الجزيء، ما ينتج عنه ثنائي COOH النشط. يرتبط الميوستاتين بمستقبلات أكتيفين من النوع الثاني، ما يؤدي إلى تسيير أي من المستقبلات القلبية Alk-3 أو Alk-4. يقوم هذا المستقبِل بعد ذلك ببدء سلسلة إشارات خلوية في العضلات تتضمن تنشيط عوامل النسخ في عائلة SMAD - SMAD2 وSMAD3. ثم تحفز هذه العوامل تنظيم الجينات الخاصة بالميوستاتين. عند تطبيقه على الخلايا العضلية، يمنع الميوستاتين تكاثرها ويبدأ في التمايز أو يحفز الهدوء.
في العضلات الناضجة، يثبط الميوستاتين Akt، وهو كيناز كافٍ للتسبب في تضخم العضلات، جزئيًا من خلال تنشيط تخليق البروتين مع تحفيز إنتاج يوبيكويتين ليغاسيس، وهي بروتينات تنظم انهيار بروتين العضلات. ومع ذلك، فإن Akt ليست مسؤولة عن جميع التأثيرات المفرطة للتضخم العضلي الملحوظة، والتي يتوسطها عن طريق تثبيط الميوستاتين. وهكذا يعمل الميوستاتين بطريقتين: عن طريق تثبيط تخليق البروتين الذي يسببه Akt وتحفيز تحلل البروتين الذي ينظمه اليوبيكويتين.

## الخصائص البيولوجية
العديد من أنواع الثدييات والطيور المختلفة تنتج الميوستاتين، ما يشير إلى أن القدرة على إنتاج الميوستاتين اختيرت بشكل إيجابي من أجلها. وفقًا لبعض الباحثين، هذا على الأرجح لأن بناء العضلات وصيانتها عمليات مكلفة بيولوجيًا تتطلب كميات كبيرة نسبيًا من الطاقة والمواد الغذائية التي قد لا تكون دائمًا وفيرة، أو قد تكون أكثر فائدة في مكان آخر، مثل الدماغ. كما أن وجود عضلات مفرطة يؤثر سلبًا على السرعة والقدرة على التحمل، حيث يتطلب الأمر مزيدًا من الطاقة للتحرك بسرعات عالية لفترات أطول من الوقت.

## التأثيرات على الحيوانات

### الطفرات
تؤدي الطفرات في الميوستاتين إلى أكثر من مجرد التأثير على كمية الكتلة العضلية التي يمكن أن ينتجها الكائن الحي؛ لديهم أيضًا تأثيرات متغيرة على أنماط ظاهرية أخرى لأنواع مختلفة. الأنواع الأخرى المصابة بطفرة نقص الميوستاتين، مثل البشر أو الكلاب البيضاء، لا تتعرض لولادة متعسرة.

### الماشية مزدوجة العضلات
بعد اكتشاف الجين الذي يكوِّد الميوستاتين 1997، استنسخت العديد من المعامل وأثبتت تسلسل النوكليوتيدات لجين الميوستاتين في سلالتين من الماشية، البلجيكي الأزرق والبييدمونت. وجدوا طفرات في جين الميوستاتين (طفرات مختلفة في كل سلالة) والتي تؤدي بطريقة أو بأخرى إلى غياب الميوستاتين الوظيفي. على عكس الفئران ذات جين الميوستاتين التالف، في سلالات الماشية هذه، تتكاثر خلايا العضلات بدلًا من أن تكبر. يصف الناس سلالات الماشية هذه بأنها ذات عضلات مزدوجة، لكن الزيادة الإجمالية في جميع العضلات لا تزيد عن 40%.
الحيوانات التي تفتقر إلى الميوستاتين أو الحيوانات المعالجة بمواد مثل فوليستاتين تمنع ارتباط الميوستاتين بمستقبلاته لها عضلات أكبر بشكل ملحوظ. وبالتالي، فإن تقليل الميوستاتين يمكن أن يفيد صناعة المواشي، حتى مع انخفاض بنسبة 20% في مستويات الميوستاتين من المحتمل أن يكون له تأثير كبير على نمو العضلات.
ومع ذلك، فإن سلالات الحيوانات التي طورت على أنها متماثلة اللواقح لنقص الميوستاتين لديها مشاكل في التكاثر بسبب نسلها الثقيل والضخم بشكل غير عادي، وتتطلب رعاية خاصة ونظامًا غذائيًا أكثر تكلفة لتحقيق عائد أفضل. يؤثر هذا سلبًا على اقتصاديات السلالات التي تعاني من نقص الميوستاتين لدرجة أنها لا تقدم عادةً ميزة واضحة. في حين أن اللحوم الضخامية (على سبيل المثال من لحم بقر بييمونتي) لها مكان في السوق المتخصص نظرًا لاستساغها العالي وطراوتها، على الأقل بالنسبة للسلالات الأصلية التي تعاني من نقص الميوستاتين، فإن النفقات وضرورة الإشراف البيطري (خاصة في الماشية) تضعهم في وضع غير موات في السوق بالجملة.